# Artur Ricart da Costa
Artur Ricart da Costa (* 28. September 1924 in Rio de Janeiro; † 11. April 1996 ebenda) war ein brasilianischer Seeoffizier, der zuletzt als Flottenadmiral (Almirante-de-esquadra) zwischen 1984 und 1986 Chef des Stabes (Chefe do Estado-Maior da Armada) der Marine (Marinha do Brasil) war.

## Leben

### Ausbildung zum Seeoffizier, Seeoffizier und Stabsoffizier

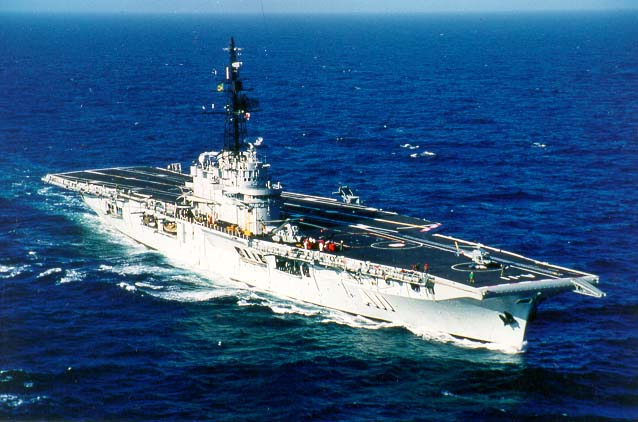
Artur Ricart da Costa fungierte von 1961 bis 1963 als Ausbildungsoffizier an Bord des Leichten Flugzeugträgers Minas Gerais.

Artur Ricart da Costa begann nach dem Schulbesuch im März 1942 seine Ausbildung zum Seeoffizier an der Marineschule (Escola Naval) und wurde im Januar 1946 zum Unterleutnant zur See (Guarda-marinha) befördert. Während seiner darauf folgenden Verwendungen wurde er im Januar 1947 Leutnant zur See (Segundo-tenente) sowie 1949 zum Oberleutnant zur See (Primeiro-tenente) befördert. Im März 1951 wurde er zum Dienst auf dem Kreuzer Tamandaré abkommandiert und im März 1954 in den Rang eines Kapitänleutnants (Capitão-tenente) befördert. Im Oktober 1954 wurde er in das nach dem früheren Marineminister Admiral Joaquim Marques Batista de Leão benannte Ausbildungszentrum CAAML (Centro de Adestramento Almirante Marques de Leão) versetzt und erhielt dort im Februar 1956 seine Beförderung zum Korvettenkapitän (Capitão-de-corveta). Im Februar 1958 übernahm er den Posten als stellvertretender Kommandant des Kreuzers Tamandaré und wurde im Anschluss zwischen April 1960 und März 1961 als Mitglied der Steuerungskommission für den Bau von Schiffen (Comissão Fiscal de Construção de Navios) nach Europa entsandt. Nach seiner Rückkehr befand er sich zwischen März 1961 und Oktober 1963 als Ausbildungsoffizier an Bord des Leichten Flugzeugträgers Minas Gerais und wurde dort im August 1962 auch zum Fregattenkapitän (Capitão-de-fragata) befördert.
Nachdem da Costa zwischen Oktober 1963 und Oktober 1964 den Lehrgang für Spezialkommandos an der Seekriegsschule EGN (Escola de Guerra Naval) absolviert hatte, übernahm er im November 1965 die Funktion des Organisationsoffiziers im Oberkommando der Flotte sowie im Februar 1966 als Offizier im Kabinett von Marineminister Admiral Zilmar Campos de Araripe Macedo und zugleich Mitglied einer dem Stab der Marine unterstellten Kommission zur Untersuchung der Richtlinien und Aufstellung einer Grundsatzplanung für Personal. Er war zwischen März und Juli 1967 Absolvent der Naval School of Mine Warfare der US Navy in Charleston und wurde nach seiner Rückkehr im August 1967 zum Kapitän zur See (Capitão-de-mar-e-guerra) befördert. Er war zwischen Januar 1969 und Januar 1970 Chef des Stabes des III. Marinebezirks (III Distrito Naval) in Natal sowie anschließend von Februar und Dezember 1970 Chef des Stabes des I. Marinebezirks (I Distrito Naval) in Rio de Janeiro. Danach war er von Dezember 1970 bis März 1972 Kommodore des 1. Zerstörergeschwaders (1º Esquadrão de Contratorpedeiro) und wurde daraufhin Offizier im Kabinett von Marineminister Admiral Adalberto de Barros Nunes, dessen Kabinettschef er zwischen Juni 1972 und März 1974 war.

### Aufstieg zum Admiral und Chef des Stabes der Marine
Nachdem Artur Ricart da Costa im März 1974 zum Konteradmiral (Contra-almirante) befördert worden war, war er zwischen April und November 1974 Chef des Stabes im Oberkommando der Flotte (Comando-em-chefe da Esquadra). Danach übernahm er von November 1974 bis April 1976 den Posten als Kommandeur der Zerstörerflottille (Força de Contratorpedeiros) und war zugleich zwischen Dezember 1974 und April 1976 Mitglied der Beförderungskommission für Marineoffiziere (Comissão de Promoção de Oficiais da Marinha). Im April 1976 löste er Konteradmiral Henrique de Mendonça Kusel als Kommandant des III. Marinebezirks ab und bekleidete dieses Amt bis Januar 1978, woraufhin Konteradmiral Mílton Ribeiro de Carvalho sein dortiger Nachfolger wurde. Während dieser Zeit erfolgte im November 1976 seine Beförderung zum Vizeadmiral (Vice-almirante). Er war zwischen Januar 1978 und April 1981 Vize-Chef des Stabes der Marine (Vice-chefe do Estado-Maior da Armada) und löste im Anschluss im April 1981 Vizeadmiral Paulo Bonoso Duarte Pinto als Oberkommandierender der Flotte (Comandante-em-chefe da Esquadra). Er wurde in dieser Funktion im November 1982 zum Flottenadmiral (Almirante-de-esquadra) befördert und im Januar 1983 als Oberkommandierender der Flotte von Vizeadmiral Henrique Sabóia abgelöst. Daraufhin bekleidete er zwischen Januar 1983 und September 1984 den Posten des Generalsekretärs der Marine (Secretario Geral da Marinha) und wurde im Februar 1983 zudem Mitglied des Rates des Marineverdienstordens (Conselho da Ordem do Mérito Naval).
Nachdem da Costa von Ende Mai bis Anfang Juni 1984 kommissarischer Chef des Stabes der Marine war, übernahm er im Juli 1984 von Admiral Rafael de Azevedo Branco den Posten als Chef des Stabes (Chefe do Estado-Maior da Armada) der Marine (Marinha do Brasil) und hatte diesen bis Mai 1986 inne. Im August ersetzte er vorübergehend den Marineminister Admiral Alfredo Karam und wurde im September 1984 von seinem Posten als Generalsekretär der Marine entbunden. Im Mai 1985 vertrat er die Marine auf der 12. Interamerikanischen Marinekonferenz in Norfolk. Im April 1986 wurde er in die bezahlte Reserve versetzt und wurde im Mai 1986 als Chef des Marinestabes abgelöst.
Aus seiner Ehe mit Nirce Gusmão da Costa gingen drei Kinder hervor.